# Международная сеть либеральных женщин
Международная сеть либеральных женщин (англ. The International Network of Liberal Women, INLW) — это международная неправительственная женская организация.
Сеть основана в 1990 году, имеет штаб-квартиру в Нидерландах и занимается поддержкой либеральных ценностей в женском движении.

## Концепция
Сеть объединяет женщин мира, которые исповедуют либеральные ценности: свобода личности, права человека, верховенство закона, толерантность, равенство возможностей, социальная справедливость, свободная торговля и рыночная экономика.  Цель сети — расширение прав и возможностей женщин для участия в общественной жизни и политике.

## История
Сеть была основана в 1990 году на Конгрессе Либерального Интернационала (англ. Congress of Liberal International) в Хельсинки группой женщин, представляющих Бельгию, Канаду, Финляндию, Францию, Германию, Израиль, Италию, Нидерланды, Швецию, Швейцарию и Великобританию. Член шведского парламента Барбро Вестерхольм была избрана первым координатором группы.

## Структура
На общем собрании в Дакаре, Сенегал, 28 ноября 2018 года были избраны следующие лидеры: президент Джаянти Деви Балагуру из Малайзии, заместитель президента Хадиджа Эль Морабит из Марокко и казначей Лисбет ван Валкенбург. В состав отделений сети входят Нидерланды, Марокко, Западная Африка и Азиатско-Тихоокеанский регион. Покровителями сети являются бывшая президент Liberation International Аннеми Нейтс-Уйтебрук, Беатрис Рангони Макиавелли от Итальянской либеральной партии, канадский политик Лорна Марсден, бывший вице-президент Тайваня Аннет Лу, министр образования Кот-д'Ивуара Кандия Камара и бывший министр окружающей среды Марокко Хакима Эль Хайте.

## Деятельность
Ассоциация является членом Либерального Интернационала. Сеть участвует в повестке дня ООН по проблемам женщин и направляет консультантов на конференции, которые проводят Комиссия Организации Объединенных Наций по положению женщин, Совет азиатских либералов и демократов, и Стамбульская конвенция, чтобы предоставить экспертные данные по дискриминации и насилию в отношении женщин. Сеть участвует в программах ООН по экологии.